# Fraser Corsan
Fraser Corsan (* 1975) ist ein englischer Luftfahrtingenieur und Wingsuit-Flieger.

## Geschichte
Corsan, von Beruf Luftfahrtingenieur, war Anfang der 2000er Jahre einer der ersten Wingsuit-Flieger weltweit. Seitdem hat er über 1.300 Wingsuit-Flüge absolviert. Weltweite Bekanntheit erlangte er durch die Ankündigung zweier Rekordflüge im Mai 2017, die die größte Absprunghöhe mit etwa 12.800 Metern, die längste Flugzeit, die weiteste Distanz sowie die höchste Geschwindigkeit, etwa 400 km/h, erreichen sollen. Der Rekord für den schnellsten Flug erreichte er am 1. Juni 2016 mit einer Geschwindigkeit von 400 km/h.
Die Einnahmen aus der Vermarktung des Sprungs sollen der britischen Veteranenvereinigung zukommen.